# Halichoeres rubricephalus
Espèce
Statut de conservation UICN

 DD  : Données insuffisantes
Halichoeres rubricephalus est un poisson osseux de petite taille de la famille des Labridae

## Aire de répartition
Cette espèce endémique à l'île de Florès en Indonésie. Elle se rencontre à une profondeur de 10 à 35 m.

## Description
Halichoeres rubricephalus peut atteindre une longueur totale de 10 cm.

## Étymologie
Son nom spécifique, du latin ruber, « rouge », et cephalus, « tête », fait référence à la couleur rouge brillant de la tête des mâles.